# Altingia poilanei
Altingia poilanei là một loài thực vật có hoa trong họ Altingiaceae. Loài này được Tardieu miêu tả khoa học đầu tiên năm 1965.